# Das ganze Leben liegt vor Dir
Das ganze Leben liegt vor Dir (Originaltitel: Tutta la vita davanti) ist ein Film von Paolo Virzì aus dem Jahr 2008. Der Film startete am 18. März 2010 in den deutschen Kinos.

## Handlung
Marta beendet ihr Philosophiestudium mit „Summa cum laude“ und sucht einen Arbeitsplatz. Nur: Da sieht es in ihrem Bereich sehr schlecht aus. Lara, ein kleines Mädchen, drückt ihr in der U-Bahn einen Abriss von einem Babysitter-Job in die Hand. Lara ist das „Baby“ und durch ihre Mutter Sonia landet Marta in dem Call-Center einer amerikanischen Firma, in dem diese selbst arbeitet. Sie zieht auch in ein kleines Zimmer in Sonias Wohnung.
Das Call-Center wird von Daniela geleitet, die Wert auf ungewöhnliche Motivationsmaßnahmen legt. So beginnt der Tag mit Tanz, Gesang und Abklatschen. An jedem Arbeitsplatz steht ein Spiegel, damit man das Lächeln nicht vergisst.
Bald wird Marta, die diesem ganzen Zirkus am Anfang sehr distanziert gegenübergestanden hat, die beste Telefonverkäuferin in der ganzen Firma. Als sie jedoch mitbekommt, wie eiskalt die nicht so erfolgreichen Telefonistinnen gefeuert werden, geht sie zur Gewerkschaft und verliebt sich prompt in Giorgio, den charmanten, aber auch verheirateten Gewerkschaftssekretär. Noch bevor sich jedoch etwas zwischen ihnen entwickeln kann, hat Giorgio eine Affäre mit Sonia, die keinen Mann vorbeigehen lässt. Aus Frust schläft Marta daraufhin mit Lucio 2, einem Kollegen aus der Firma, der schon seit langem auf sie steht.
Durch ein Interview im Fernsehen, in dem Giorgio die Arbeitsverhältnisse in der Firma kritisiert, gerät der Firmenchef Claudio in die Schlagzeilen. Sonia und auch Lucio 2 werden entlassen.
Daniela hat sich nach einer längst vergangenen Affäre mit Claudio ein Leben mit diesem zurechtphantasiert. Sie wartet darauf, dass Claudio seine Frau verlässt. Von Marta jedoch erfährt sie, dass Claudio schon seit einem halben Jahr allein lebt. Eines Abends bringt sie ihn um.
Martas Aufsatz über Heidegger und die Gruppendynamik unter Angestellten eines Call-Centers, den sie neben der Arbeit für eine angesehene Fachzeitschrift geschrieben hat, wird veröffentlicht. Am Ende sitzt sie zusammen mit Sonia und Lara im Garten einer älteren Dame, die Marta über ihre Telefonate kennengelernt hat, und isst Hähnchen mit Ofenkartoffeln.

## Hintergründe
Der Regisseur Paolo Virzì in einem Interview des Filmmagazins artechock über seinen Film: „Es war mir wichtig, eine tragische Frage auf humoristische Art zu erzählen. Ich wollte keinen Film machen, der nur jammert, kein politisches Pamphlet. Ich versuchte, die apokalyptische Atmosphäre eines historischen Moments zu erzählen: Das Klima des Endes einer historischen Epoche – als eine Art bitteres Musical. Wo die Leute verrückt sind. Gestresst von dem Druck, die Zukunft zu ignorieren. Ziel des Films war, das Tragische und das Komische zu vermischen. Ich weiß nicht, ob es eine Komödie ist – es ist wohl eine dunkle Komödie.“
Auf den Einwand, dass der Film wahrhaftig sei, ohne die Ästhetik des Neorealismus zu haben, antwortet er: „Er ist neo-neo-realistisch. Das System, von dem wir erzählen, von der Arbeit und dem Training, basiert auf realer Recherche. Aber der Erzählstil ist anders – wir benutzen Weitwinkelobjektive, wie die Kamera bei Terry Gilliam, um diese Geschichte nicht im Stil einer Dokumentation, sondern im expressionistischen Stil eines großen, tragischen Märchens zu erzählen.“
Der Film ist inspiriert von dem Buch Il mondo deve sapere, geschrieben von Michela Murgia, die darin ihre eigenen Erfahrungen als Callcenter-Mitarbeiterin verarbeitete.

## Kritik
„Eine unverbrauchte Komödie, die durch die Vermittlung einer sarkastischen Off-Erzählstimme Züge eines modernen Märchens aus dem Niedriglohnsektor annimmt, wobei sie ihre zahlreichen Figuren und Konflikte mit sicherem Gespür für Komik austariert und satirische Einblicke ins moderne Italien gewährt.“

„Es ist fast ein gesellschaftskritischer Rundumschlag, mit dem Virzì hier das Italien Berlusconis abwatscht: die marginale Rolle der Gewerkschaften, deren Veranstaltungen zu reinen Traditionsfeiern verkommen sind, überarbeitete und dennoch sozial randständige Single-Mütter, arbeitslose Akademiker und beängstigend profitorientierte Geschäftspraktiken.“

„Eine wilde Mixtur aus Kapitalismuskritik, burlesker Verwicklungskomödie, schrillen Musical- und TelenovelaElementen und unaufdringlicher Lebensweisheit rührt der italienische Regisseur Paolo Virzì in „Das ganze Leben liegt vor dir“ an. Zusammengehalten wird das filmische Multi-Tasking von der sonnigen Leinwandpräsenz der fabelhaften Isabella Ragonese, die wie Alice im Wunderland durch die schöne neue Konzernwelt treibt, distanziert das absurde Psychodrama beobachtet und schließlich Trost in der Umarmung einer alten Dame findet.“

## Auszeichnungen
Nastro d’Argento 2008 für die beste Regie (Paolo Virzì) und die beste Nebendarstellerin (Sabrina Ferilli)